# Miltadium
Miltadium, (abreviado Mtadm) en el comercio, es un híbrido intergenérico entre los géneros de orquídeas Ada x Miltonia × Oncidium. Fue publicado en Orchid Rev. 90(1070) cppo: 9 (1982).